# Base d'aéronautique navale de Landivisiau
La base d'aéronautique navale de Landivisiau ou BAN Landivisiau est une base d'aéronautique navale de la Marine nationale française située près de Landivisiau dans le Finistère et sur les communes de Bodilis, Saint-Servais, Saint-Derrien, Plougar et Plounéventer. Elle a été inaugurée le 1er février 1965.
Située à proximité de la ville de Landivisiau, à une trentaine de kilomètres de Brest, la base aéronautique navale de Landivisiau assure, depuis le 1er février 1965, le soutien de l’ensemble de l’aviation de chasse embarquée de la Force maritime de l'aéronautique navale. Sur ces 370 hectares travaillent près de 1 600 personnes dont 230 civils, réparties au sein de quatre groupements de services, qui assurent la mise en œuvre opérationnelle, technique et logistique de ses trois flottilles (11F, 12F et 17F) et de son escadrille (57S).

## Historique
La création de la base aéronavale, décidée en 1962, entraîne de nombreuses expropriations dans les communes de Bodilis, Saint-Servais et Saint-Derrien ; le village de Poulhoat-Euzen (en Saint-Derrien) est totalement rasé. Dans le même temps, l'implantation de la base lance la construction de 600 logements sur la commune de Landivisiau pour loger les militaires qui y sont affectés.

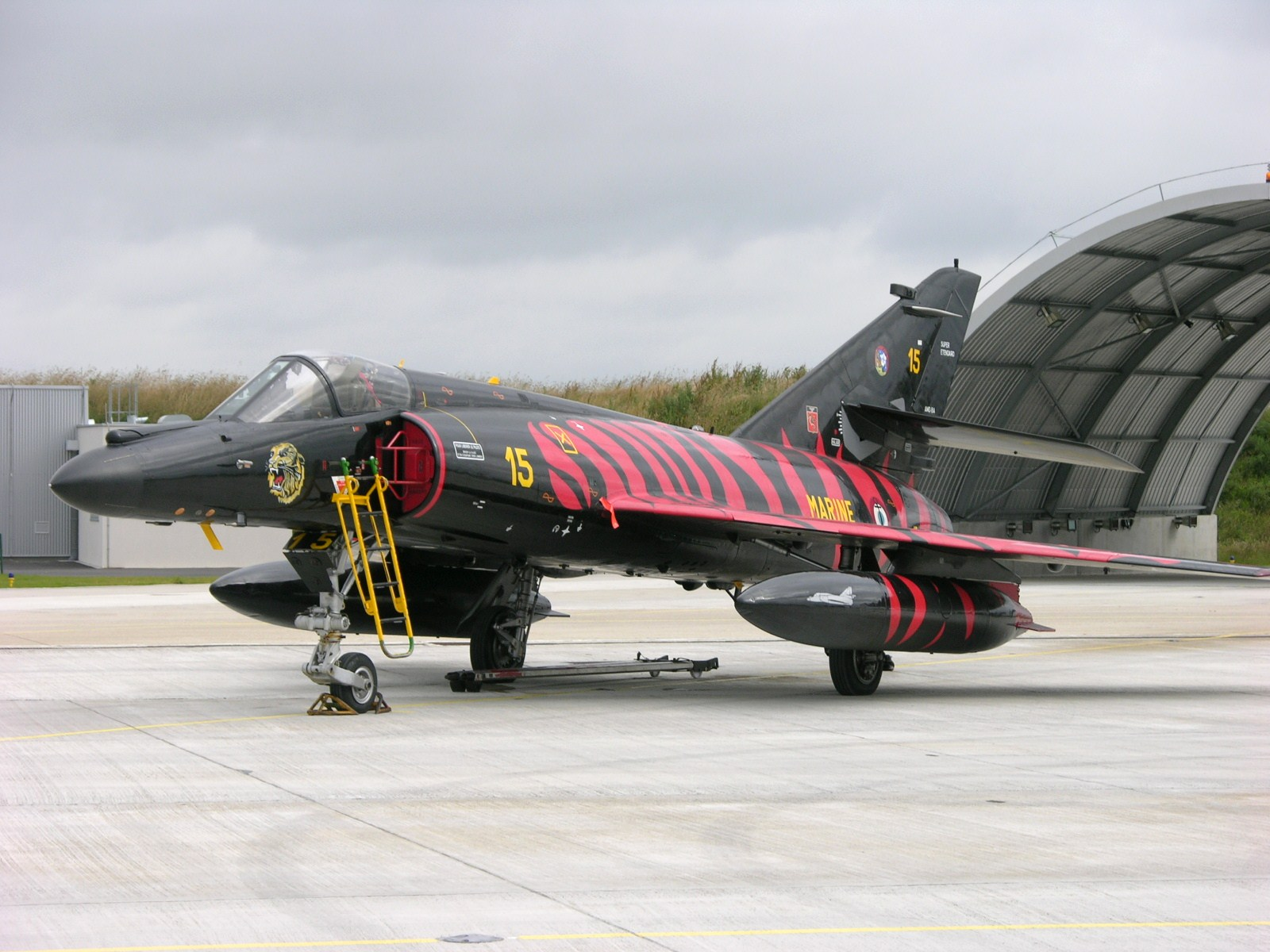
Un Super Étendard modernisé de la 11F peint pour le NATO Tiger Meet de 2008 devant les hangars de la base de Landivisiau.

Elle a été créée à la demande du président français Charles de Gaulle qui avait demandé que les porte-avions Clemenceau et Foch, alors basés à l'arsenal de Brest, puissent partir en mission avec des flottilles de chasseurs embarqués (des Dassault Étendard IV, puis des Vought F-8 Crusader), proches de leurs lieux d'entraînement. C'est ainsi que la base aéronavale a vu le jour, permettant d'effectuer des appontages simulés sur piste, à proximité des deux porte-avions. La base est inaugurée le 1er février 1965 par Charles de Gaulle.
La base est initialement sous statut OTAN, jusqu'au retrait de la France du commandement intégré de l'Organisation en 1966. En effet, l'implantation correspondait également à la volonté de l'OTAN de renforcer le potentiel aéronaval de l'Atlantique, et l'organisation a participé à la construction de la base.
Créée en 1918, et basée à Landivisiau depuis septembre 1968 après l'arrivée des premiers Dassault Étendard IV sur cette base, la 11F est la plus ancienne flottille de la chasse embarquée française. Les Dassault Super-Étendard remplaçant les Étendard IVM de la 11F, s'y sont posés pour la première fois le 27 juillet 1978. Elle est équipée de Dassault Rafale M depuis septembre 2011. La 17F, quant à elle, a vu le jour en 1958 à Hyères et a rejoint la BAN de Landivisiau en août 1993. La 17F a été la dernière flottille de l'aéronautique navale à être équipée de Super-étendard modernisés (SEM). Ils assurent des missions d’assaut ou de reconnaissance ainsi que la défense aérienne à basse altitude. Ces missions sont réalisées depuis la terre ou à partir de porte-avions. Chacune des flottilles de chasse (11F, 12F et 17F) regroupe environ 170 hommes, dont une vingtaine de pilotes.
En 2008, la base accueille le NATO Tiger Meet, la flottille 11F étant membre de la NATO Tiger Association. Elle l’a accueilli à nouveau en juin 2017,.

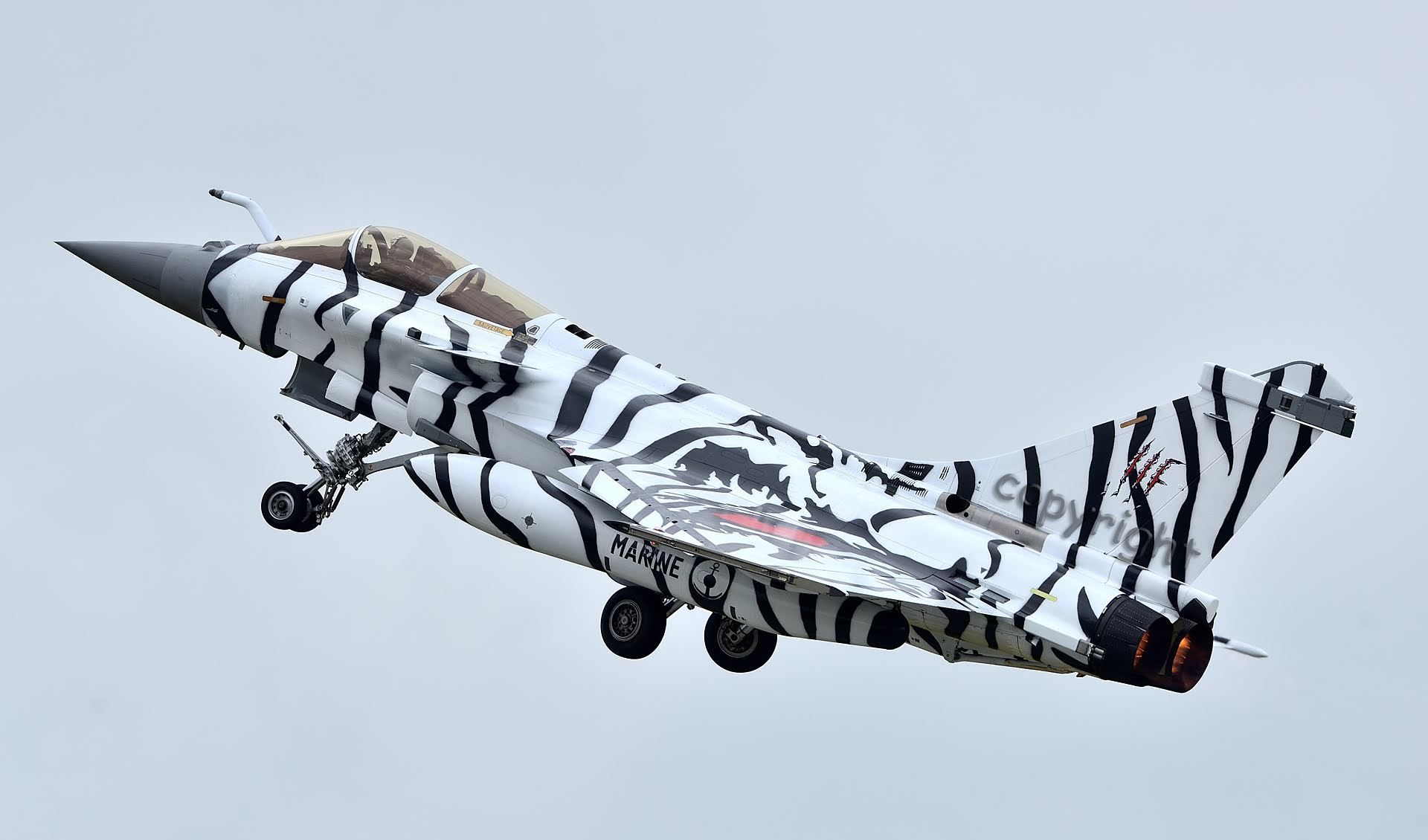
Rafale M Tiger Meet 2017 à Landivisiau.

En 2019, Laurent Machard de Gramont prend le commandement de la base. Il est suivi en 2021 par Marc Moreau.

## Activités

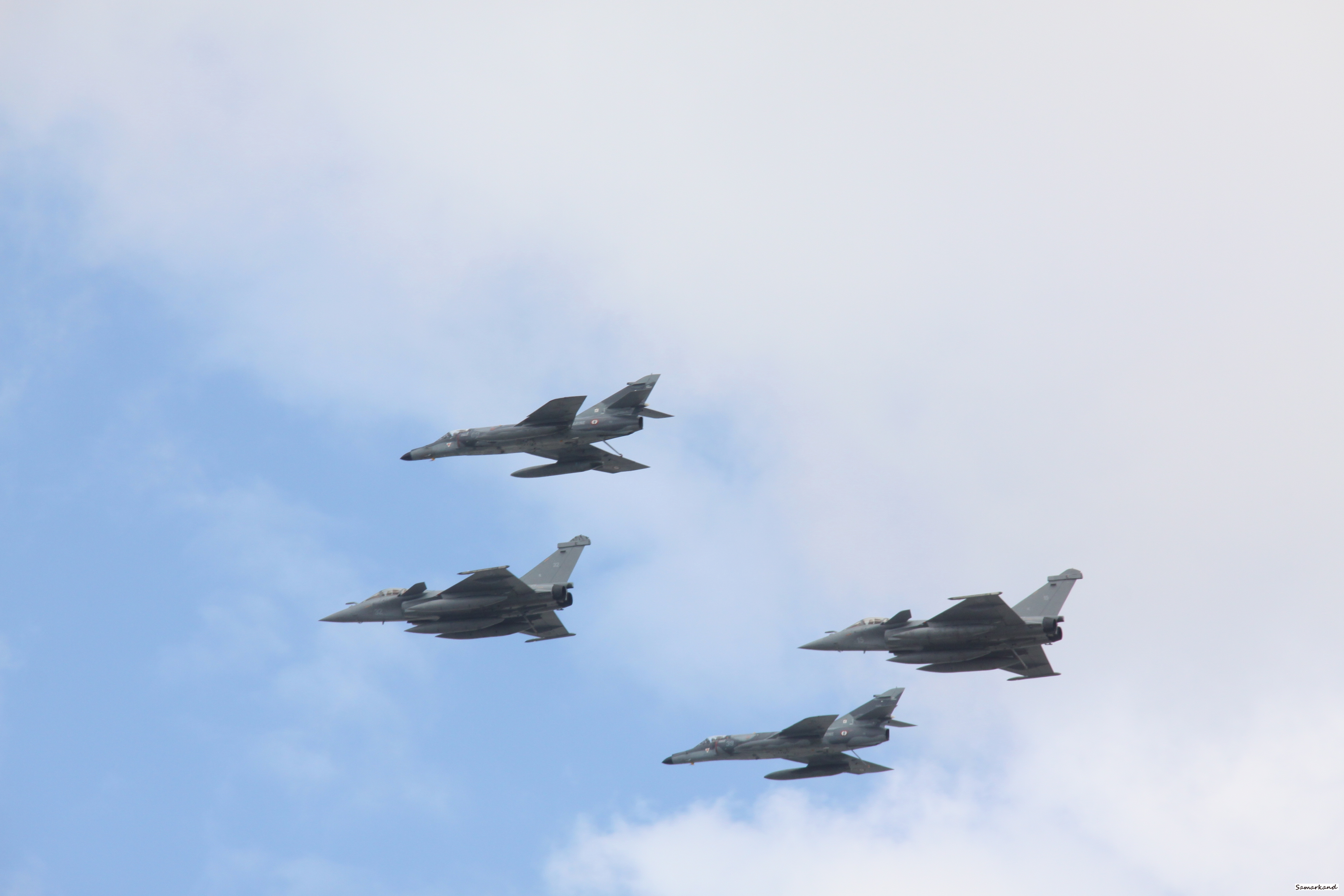
2 Rafale M et 2 Super-Etendard le 14 juillet 2012.

La base permet la formation et l'entraînement du personnel des flottilles composant le groupe aéronaval du Charles de Gaulle, ainsi que l'entretien de leur matériel.
Les pilotes de chasse de l'Aéronavale réalisent des appontages simulés sur piste, qui consistent à reproduire la manœuvre d'appontage sur la piste du terrain à des fins d'entraînement avant de se rendre sur le porte-avion. Cet entraînement s'avère nécessaire pour assurer la sécurité des pilotes, mais aussi des équipages et des installations du porte-avion.
La base permet aussi de mener des entraînements aux manœuvres du pont d'envol, lors d'exercices baptisés Carrier weeks. Un marquage au sol reproduit le pont d'envol du Charles de Gaulle, et permet aux pilotes et au personnel de pont d'entraîner leurs automatismes et d'apprendre à travailler avec les signaux visuels des directeurs de pont et les annonces radio du PC avia, le tout avec la proximité des avions et le bruit des réacteurs.

## Nuisances sonores
Les activités aériennes de la base provoquent une pollution sonore importante, qui a poussé les riverains à mettre en place l'« association des Riverains de la Base aéronavale » pour défendre leurs intérêts et dialoguer avec le commandement de la base.
Les riverains se plaignent particulièrement des appontages simulés sur piste (ASSP), qui voient les avions de chasse survoler le centre-ville de Bodilis a très basse altitude et à très haute vitesse. Les exercices d'ASSP durent une à deux heures par séance, au cours desquelles les avions se succèdent à faible intervalle. Pour limiter ces nuisances, des plages horaires ont été mises en place, et des exercices d'ASSP sont régulièrement délocalisés sur la base aéronavale de Lann-Bihoué.
Le commandement de la base assure entretenir un « dialogue permanent avec les élus et l'association de riverains », mais les riverains regrettent le manque de considération de leurs voisins militaires.

## Les unités présentes sur la BAN
- Flottille 11F (depuis mai 1967)

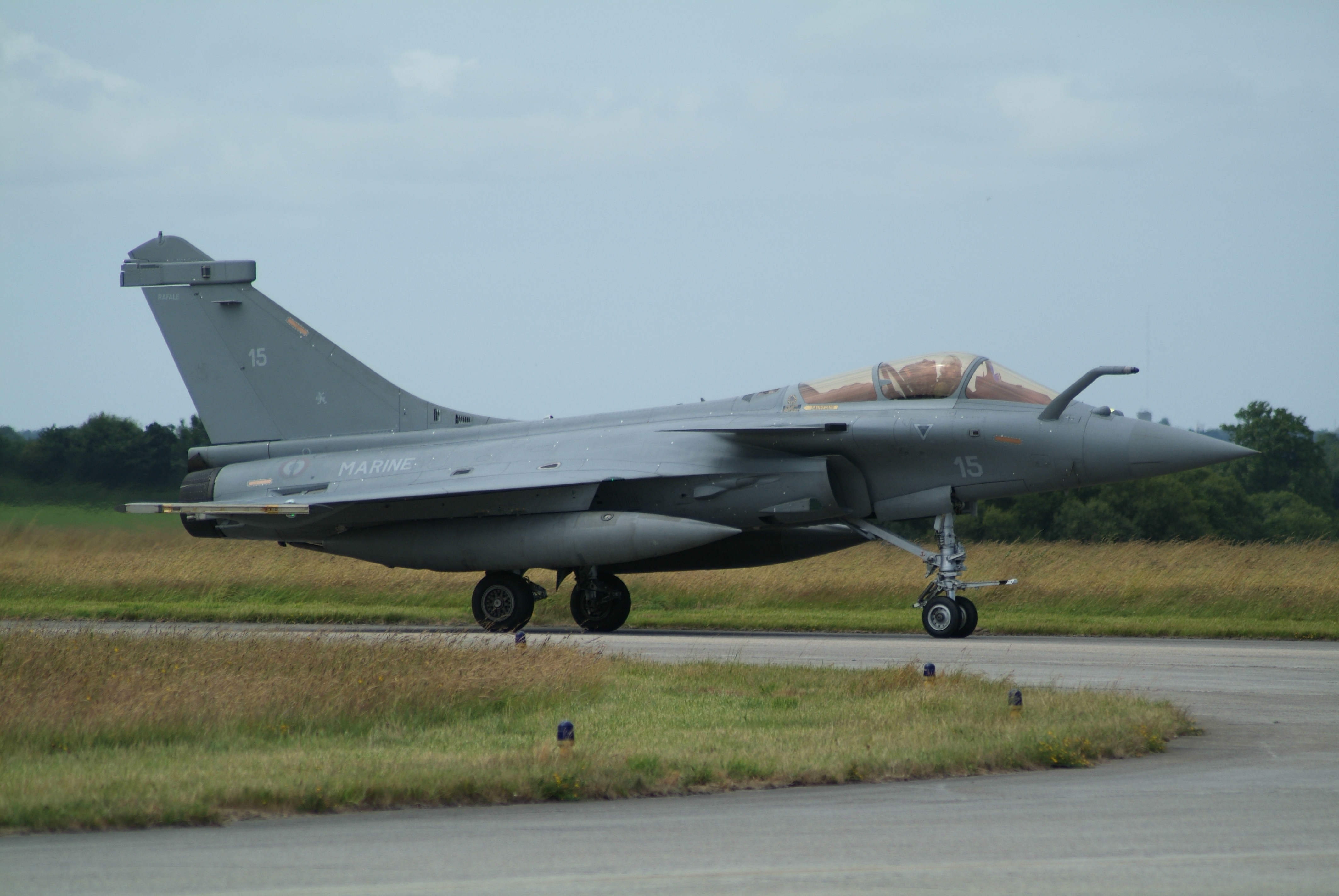
Rafale Marine de la Flottille 12F en 2008.

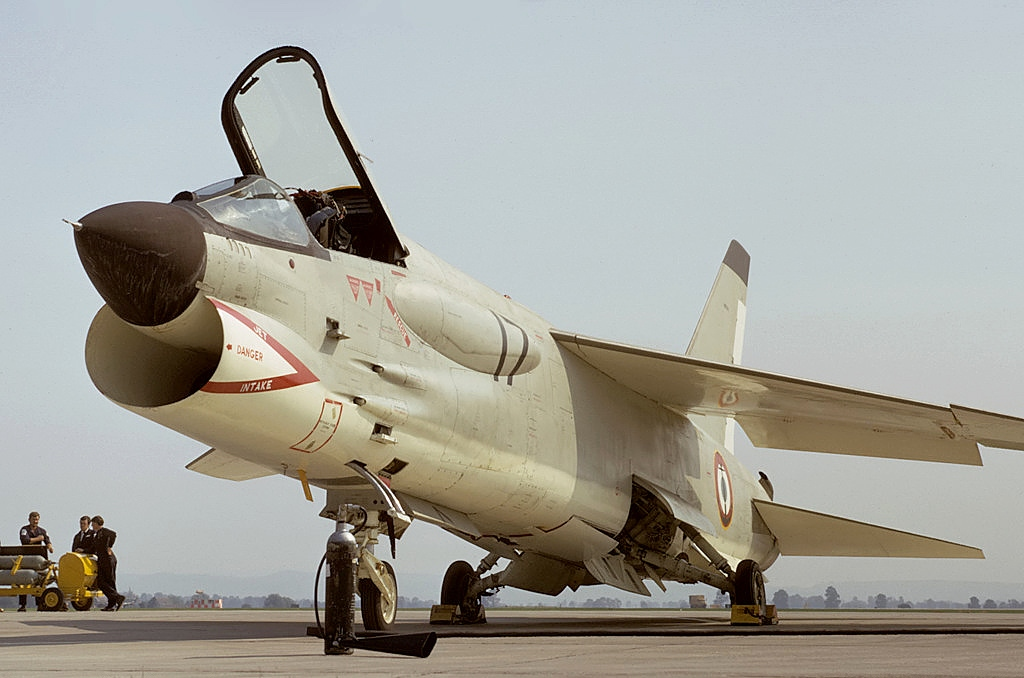
Vought F-8E(FN) Crusader de la Flottille 14F en 1973.

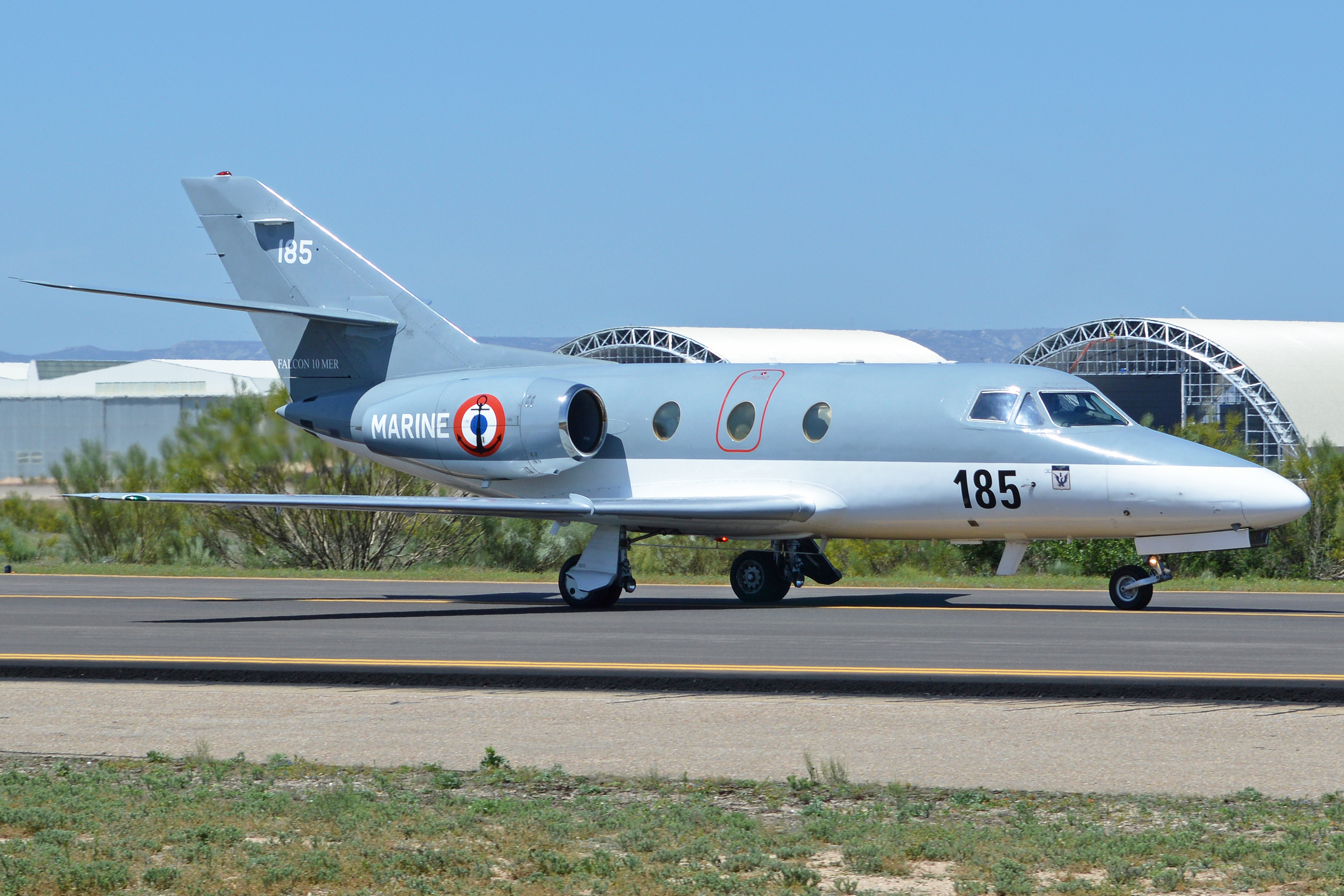
Dassault Falcon 10MER ‘185’ de l'escadrille 57S en 2016.

  - Dassault Étendard IVM (avril 1963-septembre 1978)
  - Dassault Super-Étendard (depuis septembre 1978)
  - Dassault Super-Étendard modernisés (fin 1995 - septembre 2011)
  - Dassault Rafale M (depuis septembre 2011)
- Flottille 12F (depuis août 1968)
  - Vought F-8(FN) Crusader (de mars 1965 à décembre 1999)
  - Dassault Rafale M (depuis mai 2001)
- Flottille 14F (août 1968-juin 1991)  
  - Vought F-8E(FN) Crusader (mars 1965-mai 1979)
  - Dassault Super-Étendard (juin 1979-juin 1991)
- Flottille 15F (août 1967-janvier 1969) sur Dassault Étendard IVM
- Flottille 16F (avril 1969-juillet 2000) sur Dassault Étendard IVP
- Flottille 17F (depuis juillet 1993)   
  - Dassault Super-Étendard (septembre 1980-juin 2016)
  - Dassault Rafale M (depuis septembre 2016)
- Section Fouga Landivisiau (septembre 1969-mai 1972) sur Fouga CM-175 Zéphyr
- Section Réacteurs de Landivisiau (mai 1972-septembre 1981)
- Escadrille 57S école de chasse (depuis septembre 1981) 
  - Morane-Saulnier MS.760 Paris (mai 1972-octobre 1997)
  - Dassault Falcon 10 Mer (depuis mai 1975)
- SSO (TP Rafale)
- AIA